# Городское поселение Игрим
Городское поселе́ние Игрим — муниципальное образование в Берёзовском районе Ханты-Мансийского автономного округа Российской Федерации.
Административный центр — посёлок городского типа Игрим.

## История
Статус и границы городского поселения установлены Законом Ханты-Мансийского автономного округа — Югры от 25 ноября 2004 года № 63-ОЗ «О статусе и границах муниципальных образований Ханты-Мансийского автономного округа — Югры»

## Население
| 2010  | 2012  | 2013  | 2014  | 2015  | 2016  | 2017  |
| ----- | ----- | ----- | ----- | ----- | ----- | ----- |
| 9291  | ↘8952 | ↘8654 | ↘8409 | ↘8291 | ↘8071 | ↘7902 |
| 2018  | 2019  | 2020  | 2021  |       |       |       |
| ↘7707 | ↘7633 | ↗7661 | ↗7762 |       |       |       |

## Состав городского поселения
| № | Населённый пункт | Тип населённого пункта      | Население |
| - | ---------------- | --------------------------- | --------- |
| 1 | Анеева           | деревня                     | 127       |
| 2 | Ванзетур         | посёлок                     | 375       |
| 3 | Игрим            | пгт, административный центр | ↗7246     |

Законом ХМАО — Югры от 30 июня 2017 года № 34-ОЗ, 15 июля 2017 года была упразднена деревня Новинская в связи с отсутствием в ней зарегистрированного в установленном порядке и постоянно проживающего населения.

## Местное самоуправление
Глава поселения
Храмиков Станислав